# Phanodermopsis
Phanodermopsis är ett släkte av rundmaskar. Phanodermopsis ingår i familjen Phanodermatidae.
Kladogram enligt Catalogue of Life:
| Phanodermopsis | \| \| Phanodermopsis conicauda \| \| \| \| \| \| Phanodermopsis groenlandica \| \| \| \| \| \| Phanodermopsis longisetae \| \| \| \| |
|                | \| \| Phanodermopsis conicauda \| \| \| \| \| \| Phanodermopsis groenlandica \| \| \| \| \| \| Phanodermopsis longisetae \| \| \| \| |
|                | Crenopharynx |
|                | |
|                | Dayellus |
|                | |
|                | Klugea |
|                | |
|                | Micoletzkyia |
|                | |
|                | Paraphanoderma |
|                | |
|                | Phanoderma |
|                | |
|                | Phanodermella |
|                | |
|                | Phanodermopsis conicauda |
|                | |
|                | Phanodermopsis groenlandica |
|                | |
|                | Phanodermopsis longisetae |
|                | |

|  | Phanodermopsis conicauda    |
|  |                             |
|  | Phanodermopsis groenlandica |
|  |                             |
|  | Phanodermopsis longisetae   |
|  |                             |